# 成願寺 (愛知県南知多町)
成願寺（じょうがんじ）は、愛知県知多郡南知多町片名稗田にある曹洞宗の寺院。本尊は阿弥陀如来。知多四国霊場第35番札所、南知多観音霊場第11番札所である。

## 歴史
弘仁5年（814年）に弘法大師が知多半島に上陸した際、片名には悪病が流行っていた。大師は「この門をよけて通れよ風の神 とふりに姿のあらん限りは 」との歌を詠み、厄除けの祈祷を修行し、後に修行大師として別堂に祀ったと伝わる。
江戸時代初期の元和元年（1615年）、師崎・延命寺の笑山慧誾大和尚が天台宗であったこの寺を再建し、曹洞宗に改宗した。笑山慧誾大和尚が開山、龍喜参公和尚が開祖とされる。
1995年（平成7年）、本堂・諸堂の瓦葺き替え改修工事がなされた。旧本堂の鬼瓦は「風吹不動」として境内に残された。

## 文化財

### 町指定文化財
弘法大師の修行した加持祈祷と関係の深いとされる円空作の「善女竜王像」は、南知多町有形文化財に指定されている。 

## 札所
曹洞宗の寺院であるが、知多四国霊場の札所の一つに数えられている。知多半島に知多四国霊場を作る際に、真言宗の寺院だけでは八十八カ所が作れないために、他宗の寺院に声をかけたものと推測される。